# Europese kampioenschappen schaatsen afstanden 2022 - 5000 meter mannen
De 5000 meter mannen op de Europese kampioenschappen schaatsen 2022 werd verreden op zaterdag 8 januari 2022 in ijsstadion Thialf in Heerenveen. Patrick Roest prolongeerde met succes zijn titel van twee jaar eerder.

## Uitslag
| #      | Schaatser             | Land        | Tijd    |
| ------ | --------------------- | ----------- | ------- |
| Goud   | Patrick Roest         | Nederland   | 6.11,54 |
| Zilver | Jorrit Bergsma        | Nederland   | 6.13,47 |
| Brons  | Hallgeir Engebråten   | Noorwegen   | 6.13,67 |
| 4      | Bart Swings           | België      | 6.15,06 |
| 5      | Sergej Trofimov       | Rusland     | 6.17,24 |
| 6      | Sven Kramer           | Nederland   | 6.18,11 |
| 7      | Davide Ghiotto        | Italië      | 6.18,32 |
| 8      | Aleksandr Roemjantsev | Rusland     | 6.18,50 |
| 9      | Sverre Lunde Pedersen | Noorwegen   | 6.20,99 |
| 10     | Roeslan Zacharov      | Rusland     | 6.22,38 |
| 11     | Felix Rijhnen         | Duitsland   | 6.23,30 |
| 12     | Michele Malfatti      | Italië      | 6.24,17 |
| 13     | Andrea Giovannini     | Italië      | 6.24,28 |
| 14     | Livio Wenger          | Zwitserland | 6.33,26 |
| 15     | Fridtjof Petzold      | Duitsland   | 6.37,29 |
| 16     | Wilhelm Ekensskär     | Zweden      | 7.05,36 |